# ディンゴ (ゲーム会社)
株式会社ディンゴ（英: Dingo Inc.）は、かつて存在した日本のゲーム会社。

## 概要
1998年8月14日設立。主とした事業内容はコンピュータゲームソフトの開発請負。近年開発した代表タイトルとしては初音ミク -Project DIVA-、フォトカノがある。
2017年3月21日をもって営業を停止し、破産手続を弁護士に一任。2018年4月25日に関連会社の株式会社クリエイティブネットワークス共々、東京地方裁判所から破産手続開始決定を受けた。
クリエイティブネットワークスは2018年9月11日に、ディンゴ自体は2018年11月6日にそれぞれ法人格が消滅した。

## 開発作品
| 発売日（日本） | 発売日（日本） | タイトル                             | プラットフォーム     | 発売元                           |
| -------------- | -------------- | ------------------------------------ | -------------------- | -------------------------------- |
| 2002年         | 6月14日        | オンラインストライカー               | Microsoft Windows    | スクウェア・エニックス           |
| 2008年         | N/A            | ピクトドット                         | Mobage               | DeNA                             |
| 2008年         | N/A            | 漢字玄人                             | Mobage               | DeNA                             |
| 2008年         | N/A            | カナクロ                             | Mobage               | DeNA                             |
| 2008年         | N/A            | ナンバープレイス                     | Mobage               | DeNA                             |
| 2008年         | 4月2日         | Mr.DRILLER Online                    | Xbox 360             | バンダイナムコゲームス           |
| 2008年         | 6月26日        | おでんくん 〜たのしいおでん村〜      | ニンテンドーDS       | コナミデジタルエンタテインメント |
| 2009年         | 3月5日         | キモかわE!                           | ニンテンドーDS       | コナミデジタルエンタテインメント |
| 2009年         | 7月2日         | 初音ミク -Project DIVA-              | PlayStation Portable | セガ                             |
| 2009年         | 12月5日        | ポケパークWii 〜ピカチュウの大冒険〜 | Wii                  | ポケモン                         |
| 2010年         | 7月29日        | 初音ミク -Project DIVA- 2nd          | PlayStation Portable | セガ                             |
| 2011年         | 11月10日       | 初音ミク -Project DIVA- extend       | PlayStation Portable | セガ                             |
| 2012年         | 4月27日        | 召喚×進撃×モンスターズ!!             | Android              | DeNA                             |
| 2012年         | 2月2日         | フォトカノ                           | PlayStation Portable | 角川ゲームス                     |
| 2013年         | 4月25日        | フォトカノ Kiss                      | PlayStation Vita     | 角川ゲームス                     |
| 2013年         | 11月29日       | オカルトメイデン                     | iOS                  | スクウェア・エニックス           |
| 2014年         | 8月28日        | ラブライブ! School idol paradise     | PlayStation Vita     | 角川ゲームス                     |
| 2015年         | 6月25日        | ペルソナ4 ダンシング・オールナイト   | PlayStation Vita     | アトラス                         |
| 2016年         | 10月20日       | レコラヴ Blue Ocean/Gold Beach       | PlayStation Vita     | 角川ゲームス                     |
| 2016年         | 12月15日       | ラグナストライクエンジェルズ         | iOS/Android          | DMM.com                          |